# ピレネー山脈
ピレネー山脈（ピレネーさんみゃく、フランス語: Les Pyrénées、スペイン語: Los Pirineos、オック語：Los Pirenèus、カタルーニャ語: Els Pirineus、バスク語: Pirinioak）は、ユーラシア大陸西端部のイベリア半島の付け根付近をほぼ東西方向に走る、長さ約430キロメートルの褶曲山脈である。

## 地理

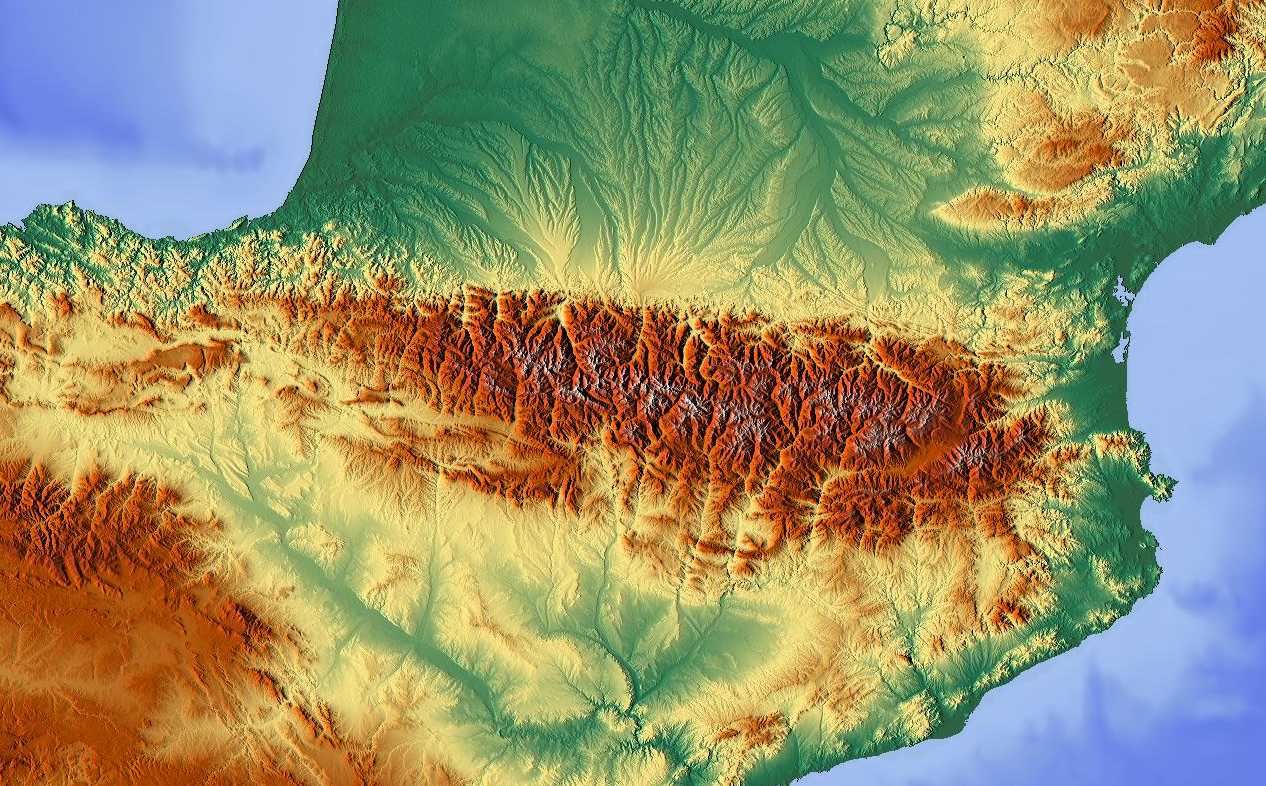
地形図

### 地質
ピレネー山脈は、地質学的にはアルプス山脈よりも古い時代の地層からできている。古生代から中生代にかけて海底の比較的浅い場所に堆積してできた地層が、特に古第三紀始新世頃の大陸移動に伴う圧力の影響を受けて隆起や褶曲を起こしたことによって、ピレネー山脈の原型が形成されたと考えられている。その後、降雨や流水などによる侵食などの影響などを受けて、現在のピレネー山脈の形状になったとされる。こうしてできた現在のピレネー山脈の山体を構成する主な岩石は花崗岩であるものの、山脈の西部の周辺部には石灰岩なども見られる。

### 地勢
ピレネー山脈はイベリア半島の付け根付近をほぼ約430キロメートルにわたって連なっている。東西方向に長く、その幅は定義にもよるものの約100キロメートルである。自然地理学的に、ピレネー山脈は西部（大西洋側）、中央部、東部（地中海側）という3つの部分に分けることができる。地中海岸から西アジアや南アジアを通って東南アジアに至るアルプス・ヒマラヤ造山帯の一部をなしている。
ピレネー山脈の最西端は標高905メートルのラ・リューヌ峰であるとされる。ピレネー西部はカンタブリア山脈に属するバスク山脈の東端部に接しており、ビスケー湾から東に向かうにつれて徐々に標高を増加させる。
ピレネー中央部はソンポルト峠からアラン谷に向かって伸びており、ピレネー西部は1,000メートル級のなだらかな山地であるのに対して、中央部は2,000  - 3,000メートル級の山が多い。アンドラ公国から西に約100キロメートル付近が最も急峻であり、山脈最高峰のアネト山 (3,404メートル)、第2位のポセッツ峰 (3,375メートル)、第3位のモン・ペルデュ (3,355メートル)などのようなピークを含んでいる。中央部には3,000メートル級の山が10峰以上散在しており、山麓にはいくつものスキー場が営業している。
ピレネー東部ではピークの標高が似通っており、地中海沿岸から約50キロメートルの場所までは2,000メートル級の山が見られる。ピレネー西部は大西洋沿岸から山脈まで比較的距離があるのに対して、ピレネー東部は地中海沿岸まで山脈が迫っており、東端部のアルベラ山地で標高が一気に落ちる。

### 保護区域
- オルデサ・イ・モンテ・ペルディード国立公園
- ピレネー国立公園
- ソブラルベ・ピリネオスユネスコ世界ジオパーク[1]
- アイグエストルテス・イ・エスタニー・ダ・サント・マウリシ国立公園（英語版）
- ポセッツ＝マラデータ自然公園（英語版）
- マドリウ＝ペラフィタ＝クラロ渓谷（世界遺産）

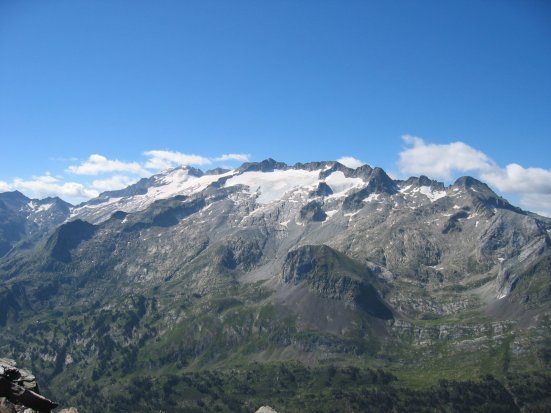
ピレネー山脈最高峰のアネト山
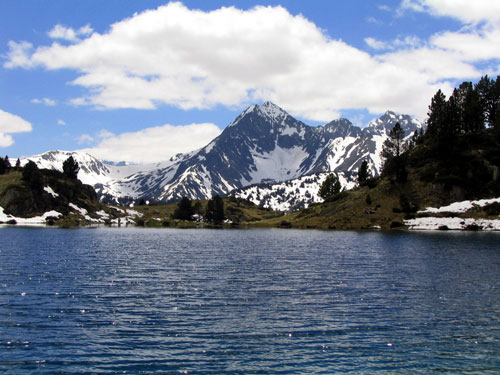
Néouvielle山塊のPic de Bugatet
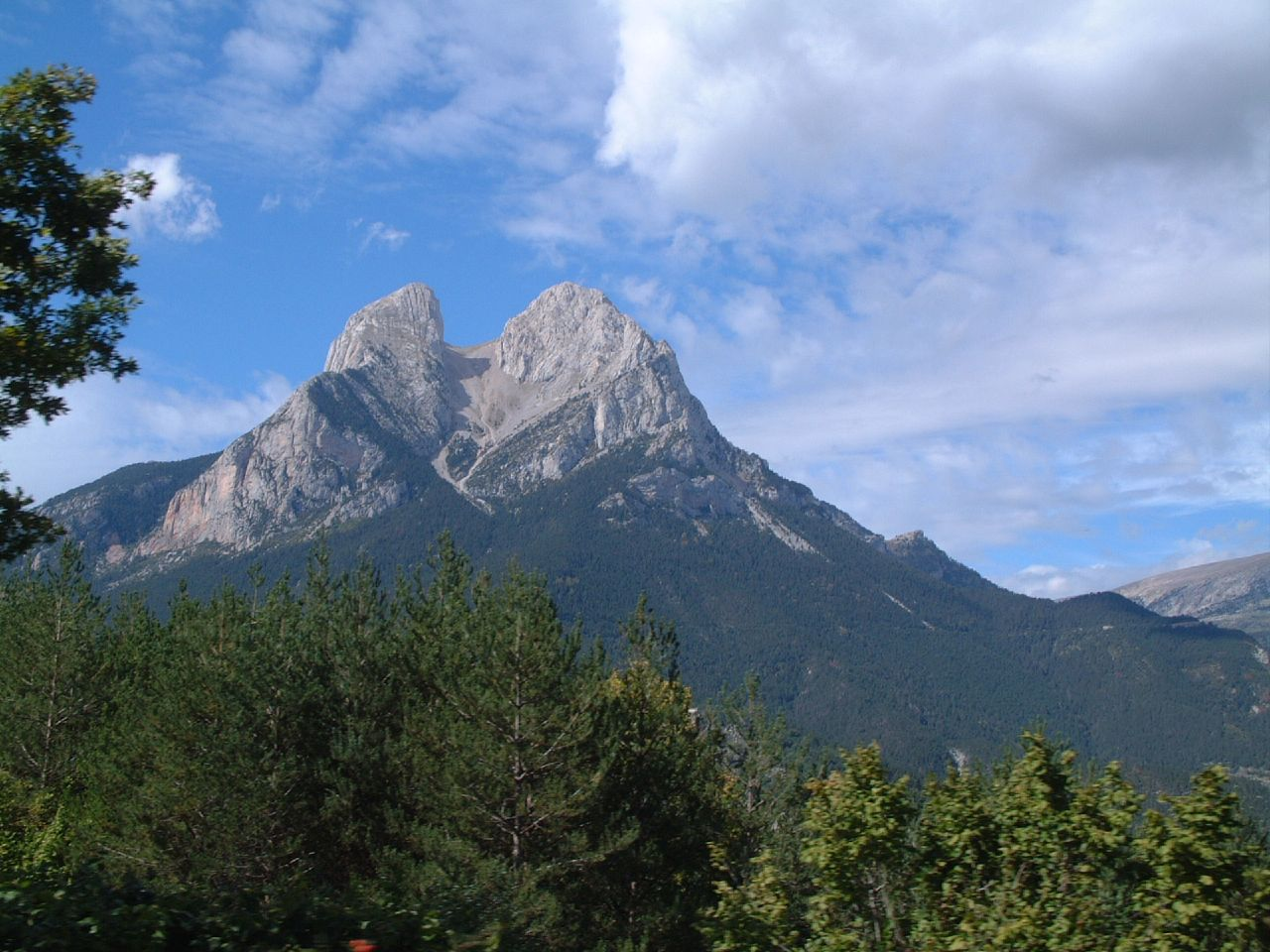
カタルーニャを象徴する山の一つであるペドラフォルカ
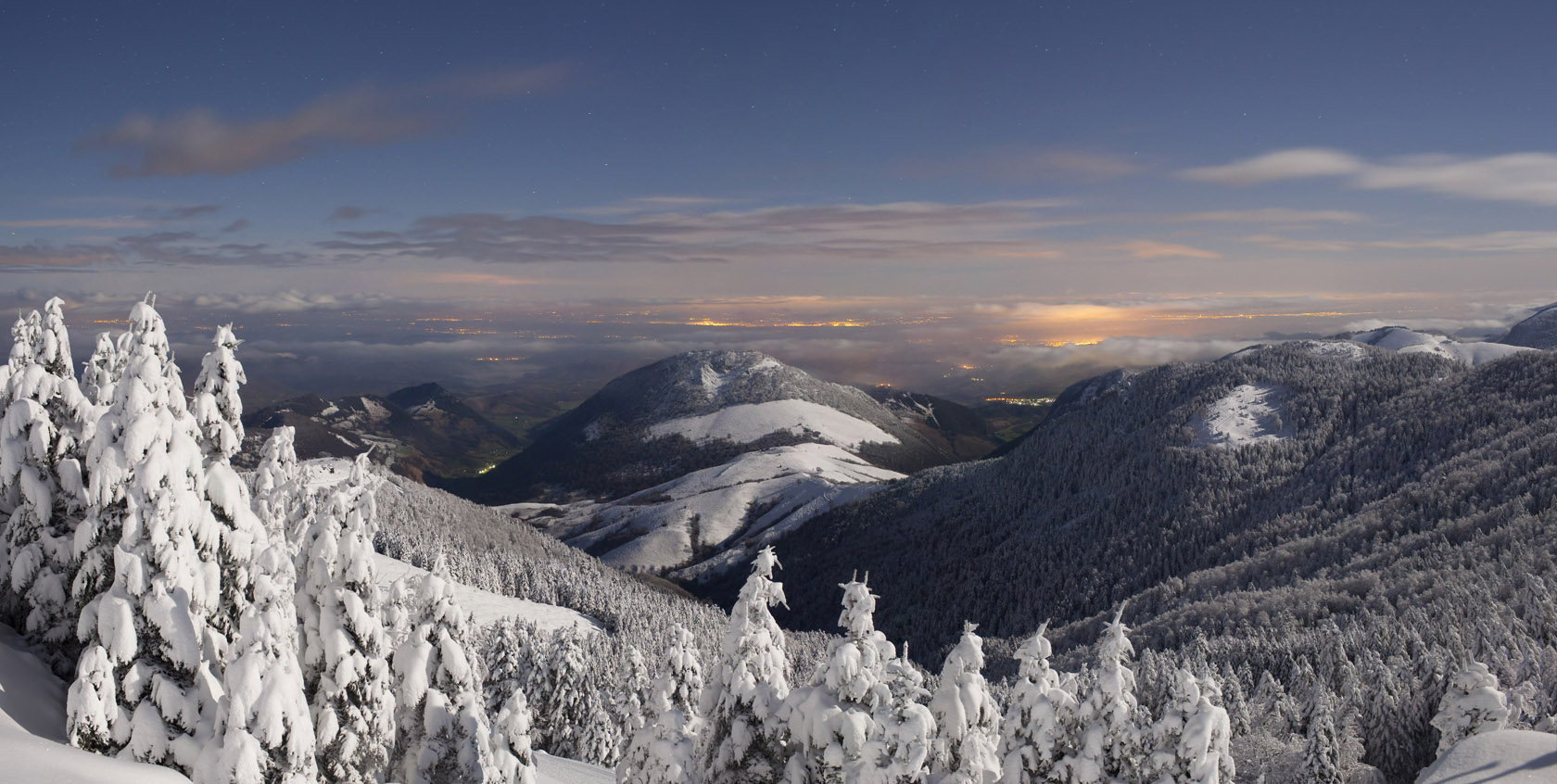
Barétous谷とピエモン平原
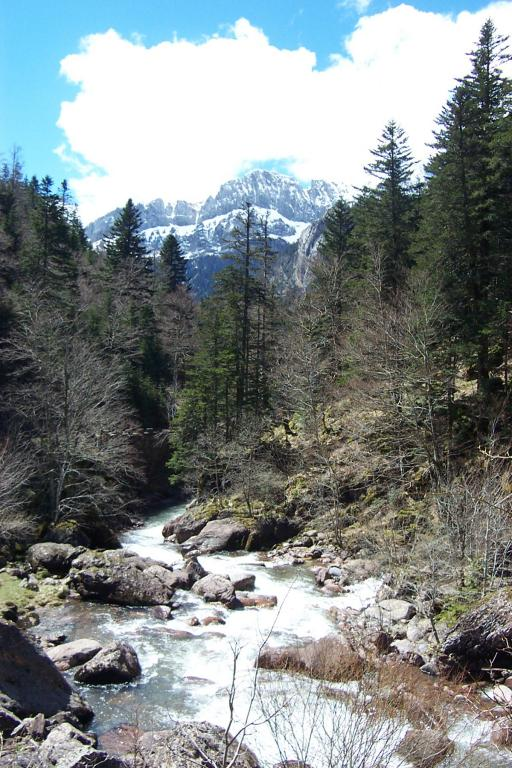
ピレネー山脈西部のオザの森
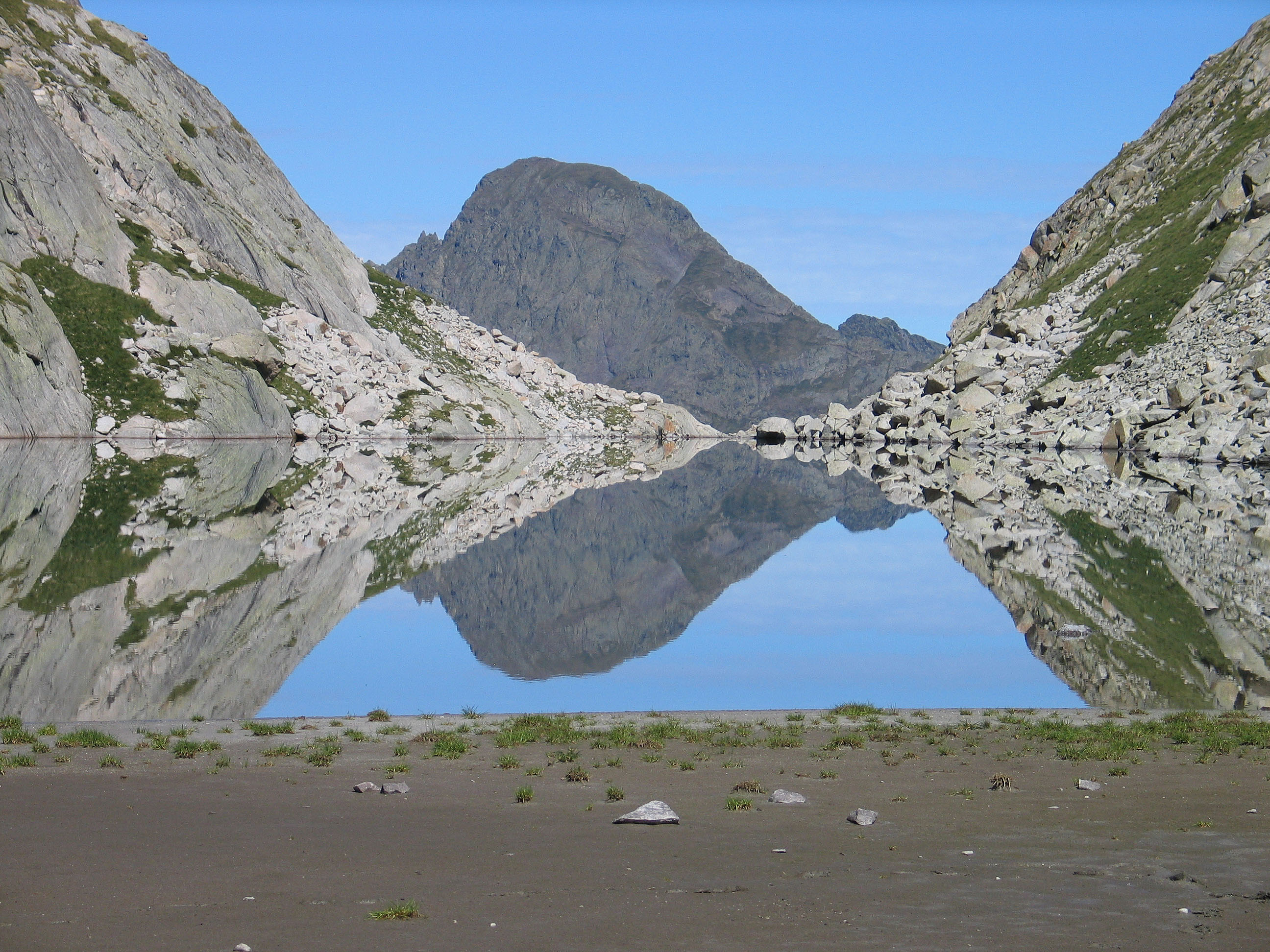
ポセッツ＝マラデータ自然公園にあるイボン・デ・バランクス氷河湖

## 行政区分
ピレネー山脈はフランス、スペイン、アンドラ公国の3か国にまたがっている。スペイン領は東から西に、ジローナ県、バルセロナ県、リェイダ県（ここまでカタルーニャ州）、ウエスカ県（アラゴン州）、ナバーラ州、ギプスコア県（バスク州）がある。フランス領は東から西に、ピレネー＝オリアンタル県、オード県、アリエージュ県、オート＝ガロンヌ県、オート＝ピレネー県、ピレネー＝アトランティック県があり、オート＝ピレネー県とピレネー＝アトランティック県はピレネー国立公園に含まれている。アンドラ公国はスパニッシュ・ピレネーとフレンチ・ピレネーに挟まれたピレネー山脈東部にある。

## 文化

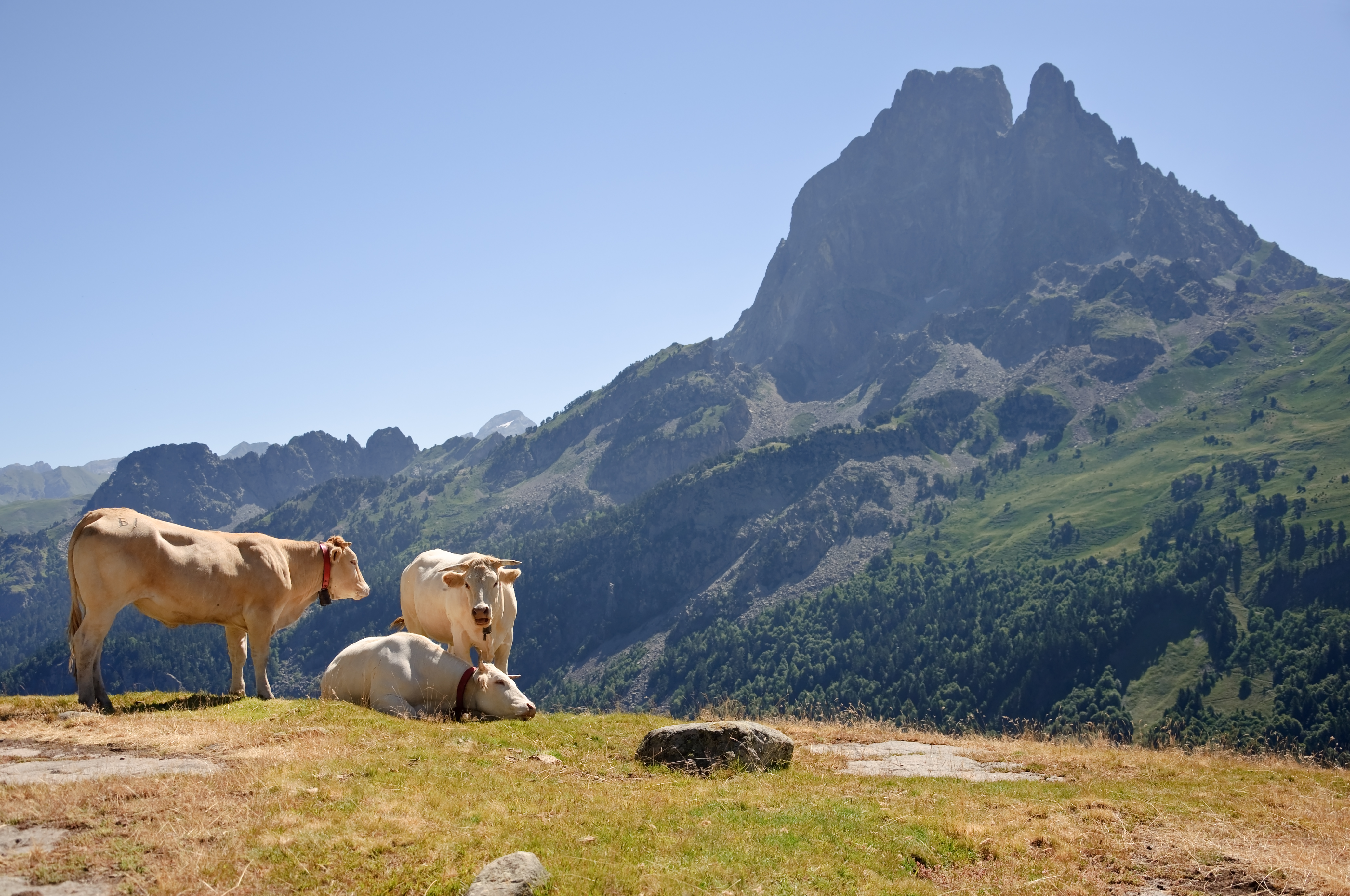
ピク・デュ・ミディ周辺の牧草地に放牧されているウシのブロンド・ダキテーヌ種

### 民俗学
ピレネー地域は民族学、民俗学、歴史学的に多様である。アンドラ、アラゴン、アリエージュ、バスク、ベアルン、カタルーニャ、ナバーラ、ルシヨンなどの地域に分かれており、かつてはアルモガバルスやスペイン辺境領という区分もあった。
ピレネー山脈付近に伝わる伝説として「熊の子ジャン」がある。ピレネー山脈付近で作られた犬種にグレート・ピレニーズがある。

### 言語
この地域で話されている主要な言語は、スペイン語、フランス語、アラゴン語、カタルーニャ語、バスク語である。その他にはオック語（フランスでガスコーニュ語とラングドック方言、アラン谷でアラン方言）が話されている。

### 境界としてのピレネー山脈
既述のように、ピレネー山脈は、ユーラシア大陸西端部に存在する山脈である。しかし、例えばナポレオン1世などが「ピレネーの向こうはアフリカ」と述べたように、ヨーロッパとイベリア半島とを分ける山脈であるという考え方も存在する。そして、この山脈には、現在でもフランスとスペインとの国境線が走っていたり、山脈中央部やや東寄りにはミニ国家のアンドラ公国が存在しているように、今も境界として機能している。また、8世紀から11世紀にかけてもヨーロッパへのイスラム教徒侵入を阻止する防壁（境界）としても機能した。

### 巡礼地としてのピレネー山脈
ルルドの泉で有名な巡礼地のルルドは、ピレネー山脈が作っている分水嶺から50 キロメートルほど北の谷間に形成された町である。また、この山脈を越える峠としてサンティアゴ・デ・コンポステーラの巡礼路で知られる、イバニェタ峠（ロンスヴォー峠またはロンセスバージェス峠とも）やソンポルト峠（ソンポール峠）が存在する。

### 月面のピレネー山脈
地球の衛星である月にも同名の山脈が存在する。これは地球のピレネー山脈にちなんで命名された地名である。月のピレネー山脈の場所は、月が常に地球の方を向けている側に存在する静かの海の南で、視力が充分であれば肉眼でも確認できる。

## スポーツ

### 自転車・トレッキング
ピレネー山脈では南北の斜面でウィンタースポーツが盛んであり、アルペンスキーや冬山登山などが行われている。夏季にはアスリートが高地トレーニングをするのに格好の場であり、ロードバイクやクロスカントリーなどが行われる。夏季と秋季のピレネー山脈では、7月のツール・ド・フランスと9月のブエルタ・ア・エスパーニャという、二つの自転車ロードレース大会の開催地の一部分となる。ピレネー山脈の峠を越えるステージには、2大会で計数十万人の観客が集まる。
3本の長距離自然歩道がピレネー山脈に沿って設置されている。フランス領の北斜面にはGR10が、スペイン領の南斜面にはGR11が、さらには各ピークを結ぶピレネー高地自然歩道が稜線に沿って高標高地に設置されている。この3本以外にもピレネー全体に登山道や自然歩道が数多く存在する。
ピレネー山脈ではピレナと呼ばれる犬ぞり競争が開催されている。

### ウィンタースポーツ

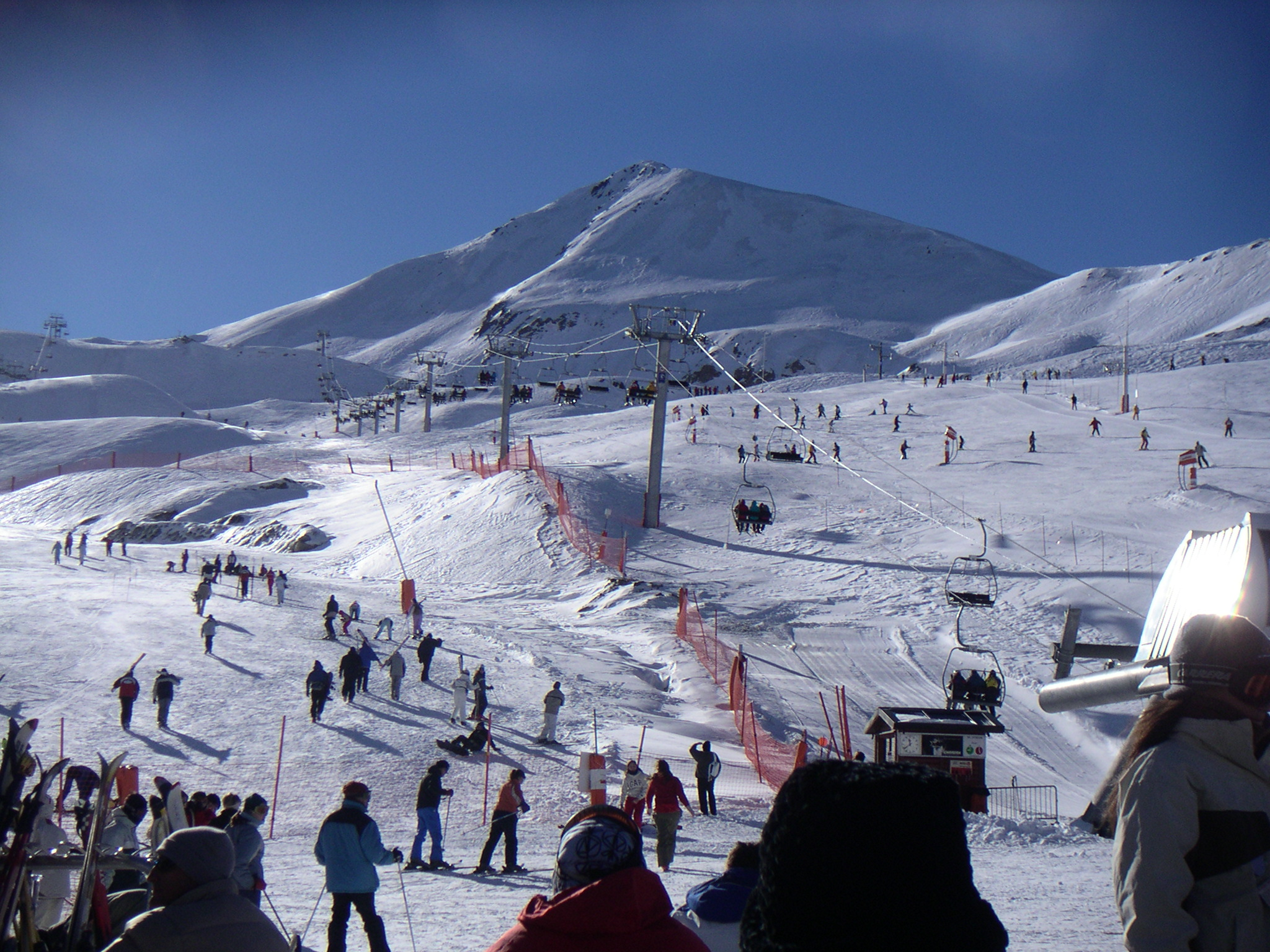
ボイー・タウイ・リゾート

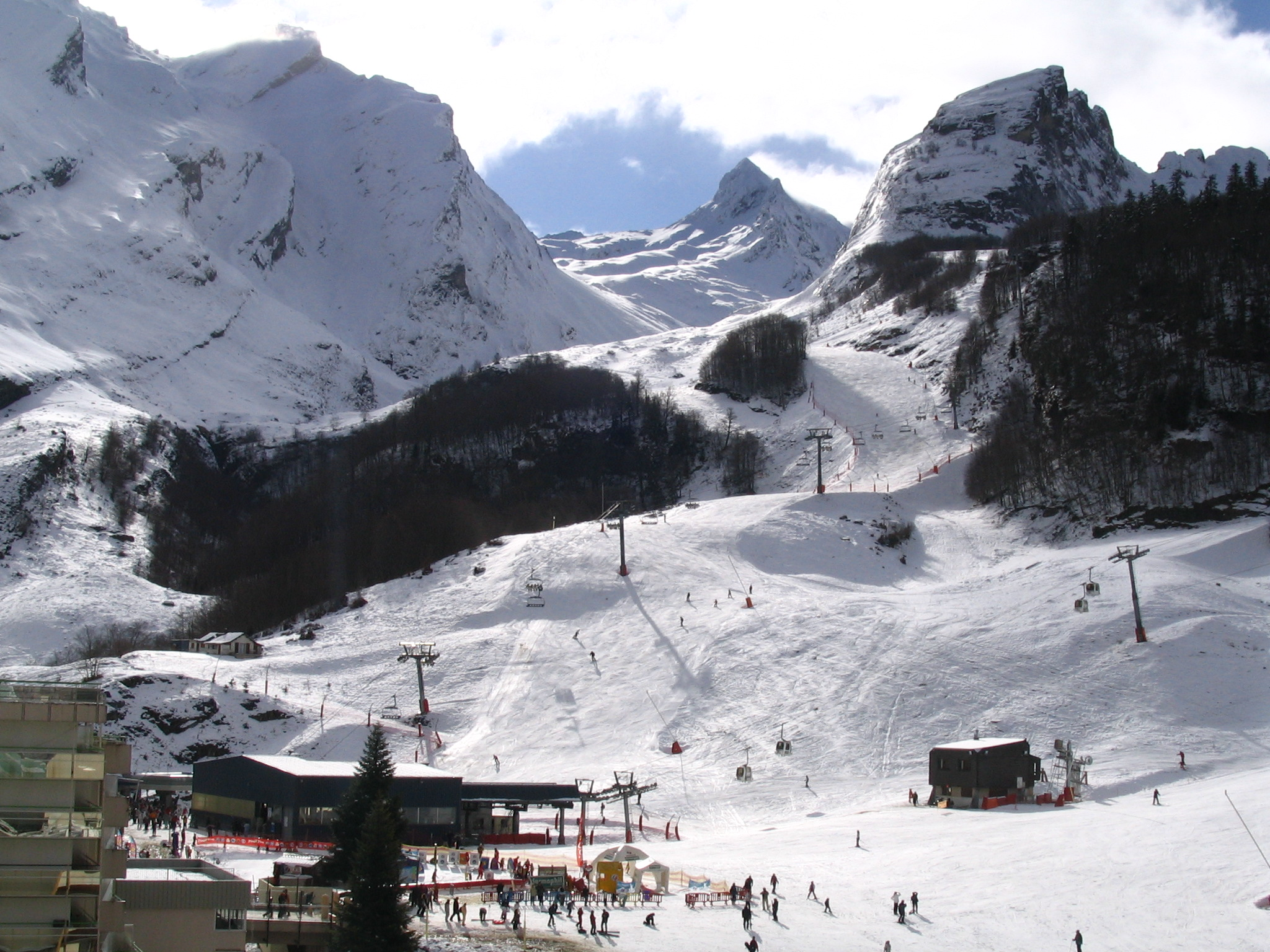
Gourette

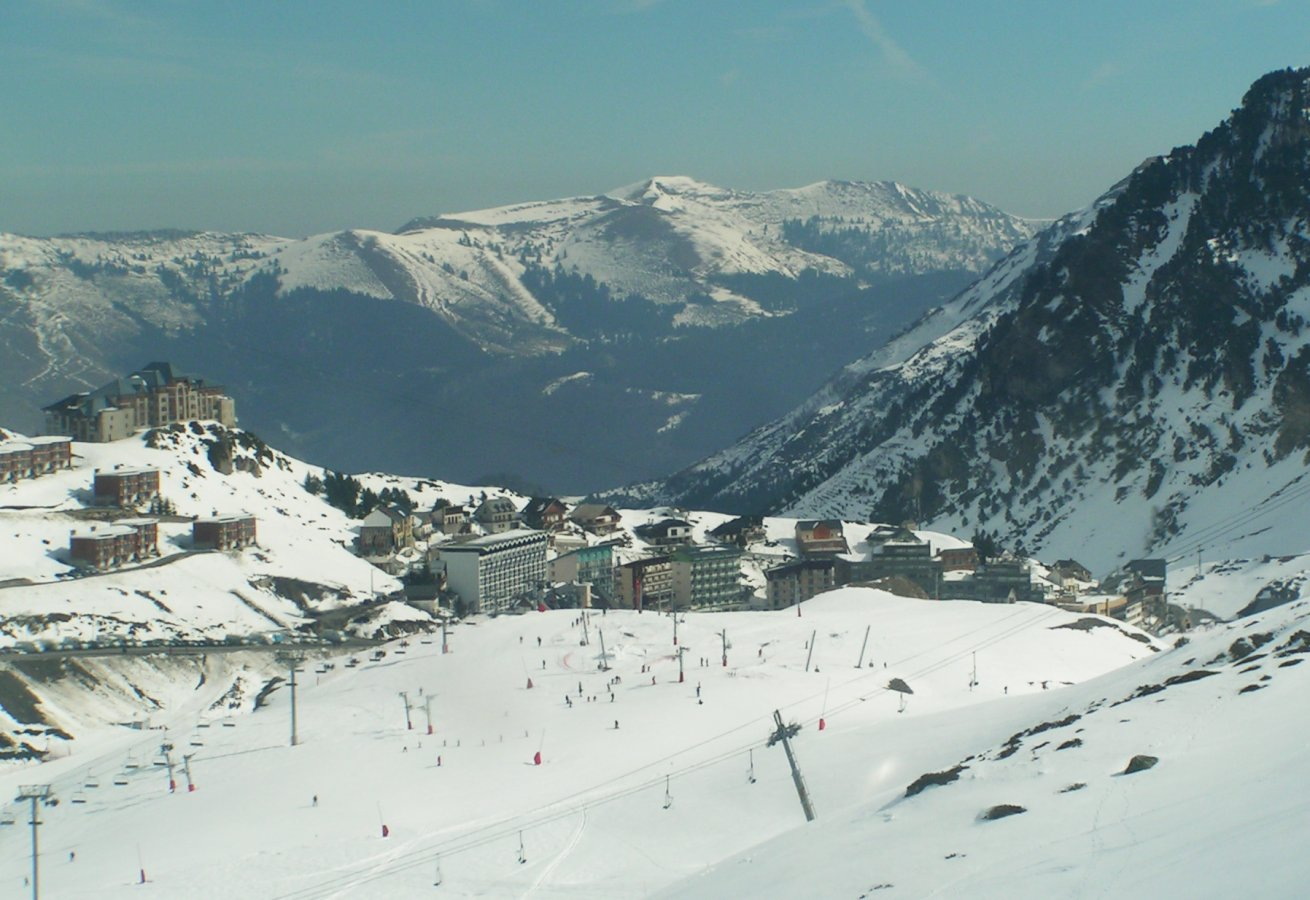
La Mongie

スペインのスノーリゾート
| - Alp 2500 - アストゥン - バケイラ＝ベレット - ボイー・タウイ・リゾート - カンダンチュ - セルレール - エスポット・エスキー - フォルミガル | - ラ・モリーナ - パンティコーサ・＝ロス・ラゴス - ポルト・アイネー - ポルト・デル・コムテ - タバスカン - バイ・デ・ヌリア - バルテール2000 |

スペイン＝フランス両国にまたがるスノーリゾート
- ソンポール・スキー場（英語版）

フランスのスノーリゾート
| - アレット - Artouste - アクス＝レ＝テルム - La Mongie - Luz Ardiden - Bourg-d'Oueil - Cauterets - Font-Romeu - Gavarnie Gèdre - Gourette - Guzet-Neige | - Hautacam - La Pierre Saint Martin - Le Mourtis - Les Angles - Luchon-Superbagnères - Luz-Ardiden - Nistos cap nestes - Peyragudes - Piau-Engaly - Saint Lary - Superbagnères |

アンドラ公国のスノーリゾート
- パス・ダ・ラ・カザ（英語版）
- スルデウ（英語版）
- バルノルド（英語版）

## 峰

### 3000m峰

モン・ペルデュ

| - アネト山 (3,404m) - ポセッツ峰 (3,375m) - モン・ペルデュ (3,355m) - マルディート峰 (3,350m) - シリンドロ峰 (3,328m) - マラデータ峰 (3,308m) - ヴィニュマール (3,298m) - クロ・ド・ラ・ウ (3,289m) - ソウム・デ・ラモンド峰 (3,263m) - マルブレー峰 (3,248m) - セルビリョーナ (3,247m) - ペルディゲーロ峰 (3,222m) - モンフェラ峰 (3,220m) - ロン峰 (3,192m) - シュラデ峰 (Grand Batchimale) (3,177m) - カンビエイユ (3,173m) - Pic de la cascade oriental (3,161m) - バデ峰 (3,160m) - Balaïtous (3,144m) - タイリョン峰 (3,144m) - デスタツ峰 (3,143m) - プンタ・デル・サブレ (3,136m) - ミュニア峰 (3,134m) - リテロール峰 (3,132m) - Pic des Gourgs Blancs (3,129m) | - ピロヨー峰 (3,121m) - クラビウル峰 (3,116m) - モーパス峰 (3,109m) - Pic Lézat (3,107m) - カスカード・オキシダンタル峰 (3,095m) - ネウヴィエイユ峰 (3,091m) - トルムーズ峰 (3,085m) - エンフェル峰 (3,082m) - モンカルム峰 (3,077m) - Grand pic d' Astazou (3,077m) - Épaule du Marboré (3,073m) - ソトリョ峰 (3,072m) - スピジョール峰 (3,066m) - グラン・ケラ (3,060m) - アルグアラス峰 (3,046m) - Trois Conseillers (3,039m) - Turon de Néouvielle (3,035m) - バトゥア峰 (3,034m) - プティ・ヴィニュマール (3,032m) - ベシベリ・スッド峰 (3,017m) - ラムヌ峰 (3,011m) - トレ・デ・マルボレ峰 (3,009m) - カスコ・デ・マルボレ峰 (3,006m) - Grande Fache (3,005m) |

### 3000m以下の著名な峰

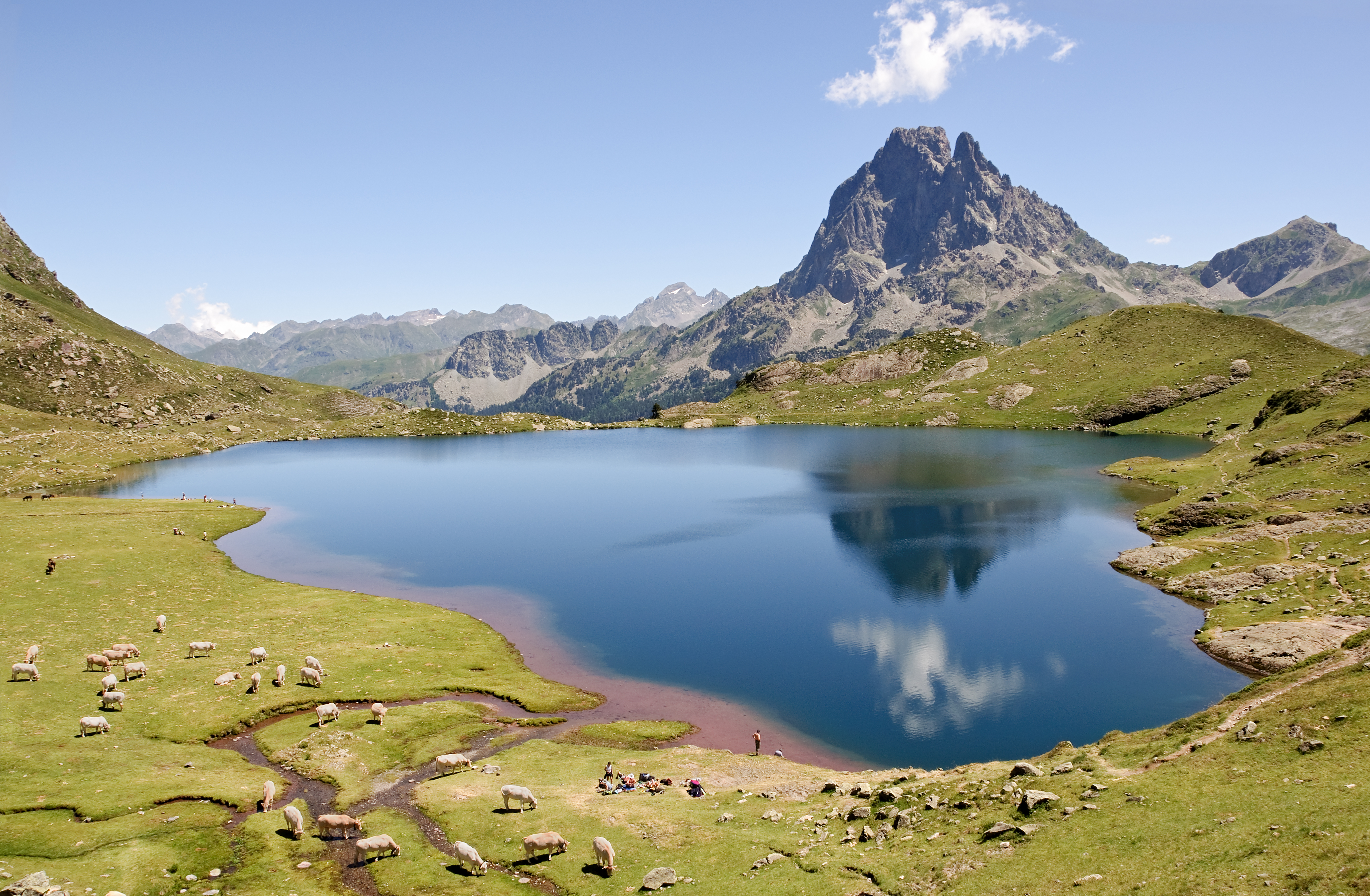
ピク・デュ・ミディ・オッソーとGentau湖

| - パラ峰 (2,974m) - コマ・ペドローザ (2,942m) - カルリト峰 (2,921m) - プッチマル (2,913m) - コティエーリャ山 (2,912m) - ダ・サンフォンス峰 (2,894m) - ダンバリラ峰 (2,827m) - コリャラーダ (2,886m) - ミディ・オッソー峰 (2,885m) - ピク・デュ・ミディ (2,876m) - モン・ヴァリエ (2,838m) - ミディ・オッソー峰 (2,812m) - カニグー峰 (2,786m) - テレラ山 (2,764m) - カサマーニャ峰 (2,740m) - コメータ・デル・フォルン峰 (2,691m) - ビサウリン山 (2,668m) - ポルト・ベイ峰 (2,655m) - アスプ峰 (2,645m) - アスプレス峰 (2,562m) - ペドラフォルカ (2,506m) - アニ峰 (2,504m) - マドレス峰 (2,469m) | - メサ・デ・ロス・トレス・レジェス (2,428m) - Grande Aiguille d'Ansabère (2,376m) - スララック峰 (2,368m) - Pic du Saint Barthélémy (2,348m) - モンタニェーサ山 (2,291m) - フォラタータ山 (2,282m) - トロワ・セニュヤール峰 (2,199m) - オリ山 (2,017m) - チャマンチョイア山 (1,935m) - オツォゴリガイナ山 (1,920m) - カジール峰 (1,912m) - オツォゴリチピア山 (1,794m) - ガル山 (1,785m) - バイグラ山（1,474m） - オカベ山 (1,466m) : ストーンサークルが存在。 - ウルクル (1,419m) - ムンオア山 (1,021m) - オイラランドイ山 (935m) - ラ・リューヌ (905m) - バイグラ山 (896m) - ウルチュア山 (679m) - ハイスキベル (547m) |